# عملية برخان

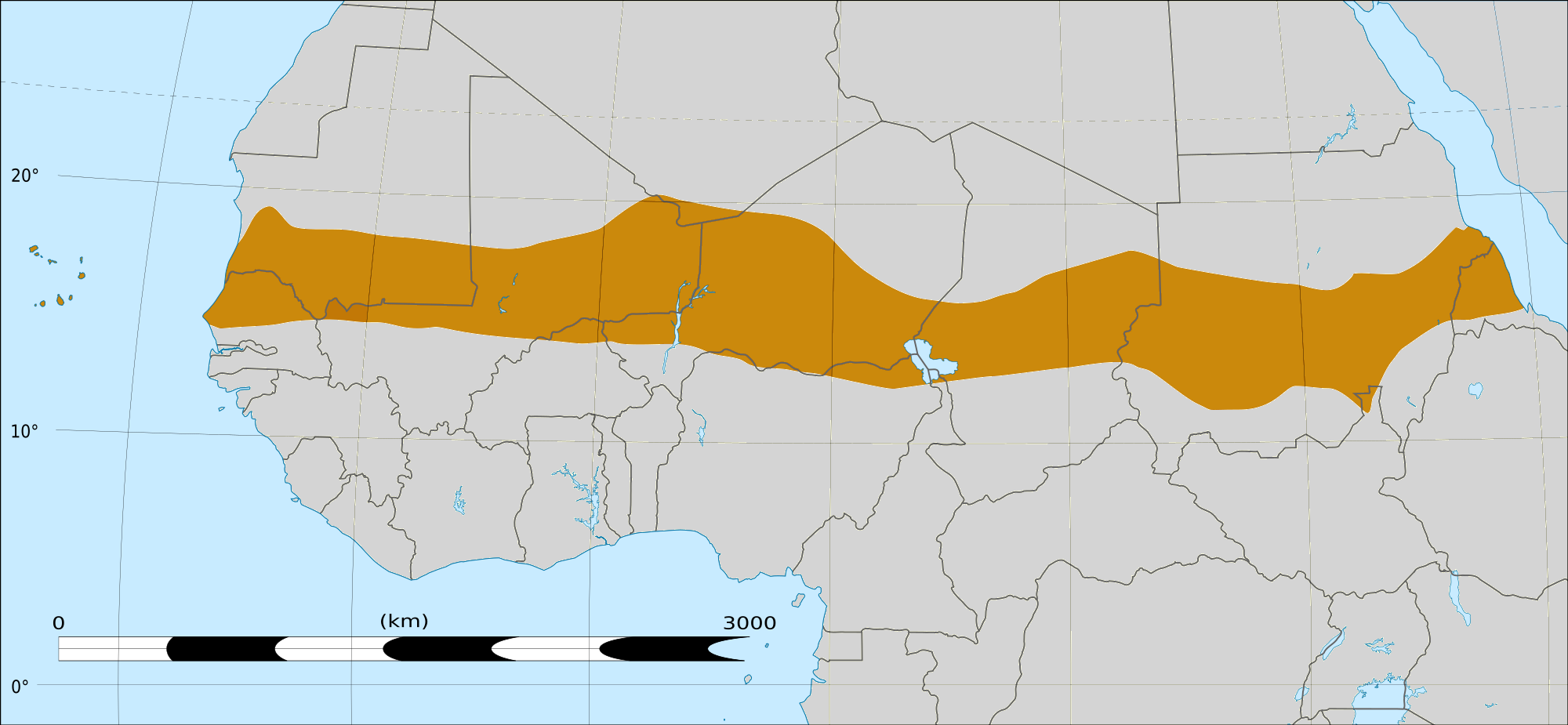
منطقة الساحل.

عملية برخان هي عملية جارية لمكافحة التمرد في منطقة الساحل الأفريقي، بدأت في 1 أغسطس 2014. وهي تتألف من 3000 إلى 4500 جندي فرنسي وستكون دائمة ومقرها في نجامينا عاصمة تشاد. وقد تم تشكيل العملية مع خمسة بلدان، والمستعمرات الفرنسية السابقة، التي تمتد في منطقة الساحل الأفريقي: بوركينا فاسو، تشاد، مالي، موريتانيا والنيجر. هذه البلدان المشار إليها إجمالا باسم «جي 5 الساحل.»
العملية سميت على شكل هلال الكثبان الرملية في الصحراء.

## الخلفية
العملية خلفت عملية سرفال المهمة العسكرية الفرنسية في مالي، وعملية الباشق المهمة العسكرية في تشاد.

## الهدف
العملية هو «أن تصبح الركيزة الفرنسية لمكافحة الإرهاب في منطقة الساحل.» ووفقا لوزير الدفاع الفرنسى جان إيف لودريان، فإن الهدف الرئيسي من العملية برخان هو مكافحة الإرهاب: «واضاف» ان الهدف هو منع ما اسماه الطريق السريع لجميع اشكال الاتجار ليصبح مكانا للمرور الدائم حيث يمكن للجماعات الجهادية بين ليبيا والمحيط الاطلسي إعادة بناء نفسها مما سيؤدي إلى عواقب وخيمة على امننا.
" الرئيس الفرنسي فرانسوا هولاند ان قوة برخان ستسمح "بالتدخل السريع والفعال في حالة حدوث ازمة" في المنطقة.
وستستهدف العملية المتطرفين الإسلاميين في مالي وتشاد والنيجر، وستكون لها ولاية للعمل عبر الحدود.

## القوات المشتركة

### القوات الفرنسية
يذكر ان القوة الفرنسية هي قوة لمكافحة الإرهاب قوامها 3 الاف جندى،  مع نشر 000 1 جندي إلى أجل غير مسمى في مالي. وسيركز هؤلاء الجنود على عمليات مكافحة الإرهاب في شمال مالي، مع وجود 1200 جندي آخر متمركزين في تشاد، وينقسم الجنود المتبقون بين قاعدة مراقبة في النيجر، وقاعدة دائمة أكبر في ساحل العاج، وبعض القوات الخاصة في بوركينا فاسو.
ووفقا للخطط الاصلية سيتم تزويد القوات الفرنسية ب 20 مروحية و 200 عربة مدرعة و 10 طائرات نقل و 6 طائرات مقاتلة و 3 طائرات بدون طيار.
لدى الجيش الفرنسي للطيران حاليا اثنين من ايروسباسيال أس إيه 330 بوما في تشاد.
وقد تم تقسيم العمل بين فرنسا ومجموعة الدول الخمس الكبرى من خلال أربع قواعد عسكرية دائمة: (1)، وقاعدة للقوات الجوية في العاصمة التشادية نجامينا (تحت قيادة الجنرال الفرنسي بالاسيت)؛ (2) قاعدة إقليمية في غاو، شمال مالي، مع ما لا يقل عن 000 1 رجل؛ (3) قاعدة خاصة للقوات في عاصمة بوركينا فاسو، واغادوغو؛ (4) قاعدة استخباراتية في عاصمة النيجر، نيامي، مع أكثر من 300 رجل.
وتعتبر قاعدة نيامي الجوية ذات أهمية إستراتيجية لأنها تستضيف طائرات بدون طيار مسؤولة عن جمع المعلومات الاستخباراتية في جميع أنحاء منطقة الساحل والصحراء. من نياماي، يتم دعم القوات الفرنسية من قبل اثنين من الألمانية ترانسال C-160
.

### الدعم البريطاني
في مارس 2016، خلال قمة المملكة المتحدة وفرنسا في باريس، أعلنت الحكومة البريطانية أنها ستنظر في تقديم الدعم لعملية برخان. ثم أعلن وزير الدفاع البريطاني مايكل فالون أن المملكة المتحدة ستقدم الدعم الجوي الاستراتيجي الشهري للقوات الفرنسية في أفريقيا.
تتضمن إحدى عمليات نيوكومب البريطانية دعمًا لوجستيًا وجويًا لعملية برخان التي تقودها فرنسا، بينما تشمل العملية الأخرى حفظ السلام لدعم بعثة الأمم المتحدة المتكاملة المتعددة الأبعاد لتحقيق الاستقرار في مالي (مينوسما). تم إطلاق العملية لأول مرة في 13 يناير 2013 من قبل رئيس الوزراء ديفيد كاميرون واشتملت في البداية على النقل الجوي الاستراتيجي والاستطلاع الجوي.
في عام 2018، تم نشر ثلاث طائرات هليكوبتر من طراز شينوك التابع لسلاح الجو الملكي البريطاني وما يصل إلى 60 من أفراد الدعم، إلى مالي لمساعدة العمليات الفرنسية. تم استخدام طائرة C-17 لنقل الإمدادات اللازمة للنشر، والتي هبطت في مطار جاو الدولي. في نوفمبر 2019، شاركت الطائرة في جهود الاستجابة في أعقاب تحطم طائرة هليكوبتر ميناكا 2019 التي أسفرت عن مقتل 13 جنديًا فرنسيًا - وهي أكبر خسارة لأفراد الخدمة الفرنسية منذ ما يقرب من أربعة عقود.

## العمليات
وبدأت العمليات في 1 أغسطس 2014. وأصابت القوات الفرنسية أول إصابة لها خلال معركة في أوائل نوفمبر 2014، أسفرت أيضا عن مقتل 24 جهاديا.
وفي 12 أبريل 2016، قتل ثلاثة جنود فرنسيين عندما أصابت ناقلاتهم المدرعة منجم أرضي. وكانت قافلة حوالى 60 سيارة تسافر إلى بلدة تيساليت الصحراوية الشمالية عندما اصطدمت بالمنجم.
وفي 15 مارس 2017، اعتقلت القوات الفرنسية ثمانية جهاديين في صحراء شمال تمبكتو.
في 5 أبريل 2017، سيد جوليان باربي، قد قتل في عمل بالقرب من هومبورى بعد ان انفجرت عبوة ناسفة مركبة مدرعة. وبعد وفاته جعل فارس من جوقة الشرف.
في 14 أكتوبر 2017، طائرة من طراز أنتونوف أن-26 تعمل لدعم عملية برخان تحطمت قبل وقت قصير من الهبوط في مطار فيليكس هوفويت بويغني الدولي, أبيدجان، ساحل العاج. وقتل أربعة من طاقم الطائرة المولدوفى. وأصيب اثنان من طاقم الطائرة مودوفان وأربعة جنود من الجيش الفرنسي.